# Цветана Романска-Вранска
Цветана Стоянова Романска-Вранска е българска фолклористка и етнографка.

## Биография
Родена е на 16 декември 1914 г. в София в семейството на езиковеда Стоян Романски. Неин по-голям брат е диригентът Любомир Романски. През 1937 г. завършва славянска филология в Софийския университет „Свети Климент Охридски“, а през 1937 – 1939 г. – докторантура в Карловия университет в Прага. След връщането си в България преподава в Софийския университет, от 1963 г. е професор. През 1962 – 1969 г. ръководи секцията по фолклор в Етнографския институт. Умира на 4 март 1969 г. в София.